# Colpi proibiti 2
Colpi proibiti 2 (Bloodsport II: The Next Kumite) è un film del 1996 diretto da Alan Mehrez, con protagonista Daniel Bernhardt.
È il seguito del film del 1988 Senza esclusione di colpi (Bloodsport) con protagonista Jean-Claude Van Damme, mentre non ha nulla a che vedere con Colpi proibiti (Death Warrant) del 1990.

## Trama
Dopo che il ladro filippino Alex Cardo è stato catturato mentre ruba un'antica katana nell'Asia orientale, si ritrova presto imprigionato e picchiato da una folla inferocita, torturandolo più volte. Però Alex trova un amico Master Sun, che gli insegna di combattimento superiore chiamato Iron Hand, e lo partecipare.

## Sequel
Nel 1997 uscì il sequel Bloodsport III che venne distribuito come Colpi proibiti III in Italia.